# Carbossisoma

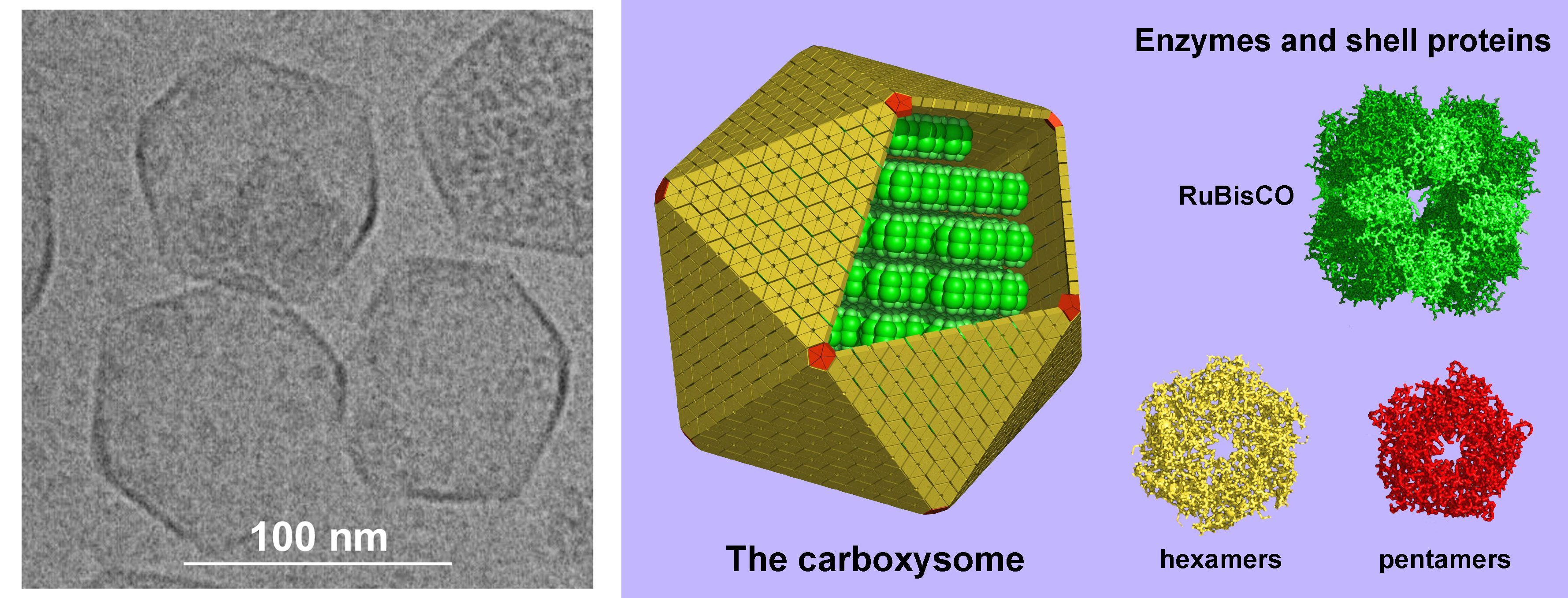
Immagine al microscopio elettronico di carbossisomi e un modello della loro struttura

I carbossisomi sono microcompartimenti batterici che contengono enzimi coinvolti nella fissazione del carbonio. Sono costituiti da gusci proteici poliedrici di circa 80-140 nanometri di diametro. Si pensa che abbiano la funzione di concentrare l'anidride carbonica per superare l'inefficienza del RuBisCo, l'enzima predominante nella fissazione del carbonio e l'enzima limitante nel ciclo di Calvin. Questi microcompartimenti si trovano in tutti i cianobatteri e in molti batteri chemiotropici che fissano l'anidride carbonica.
I carbossisomi sono un esempio di un più ampio gruppo di microcompartimenti proteici con funzioni differenti, ma strutture simili, sulla base di una omologia delle famiglie proteiche che costituiscono i gusci dei microcompartimenti.